# پروانه‌ماهی‌های بینی‌دراز
پروانه‌ماهی‌های بینی‌دراز (سرده) (نام علمی: Forcipiger) نام یک سرده از تیره پروانه‌ماهی است.

## نگارخانه

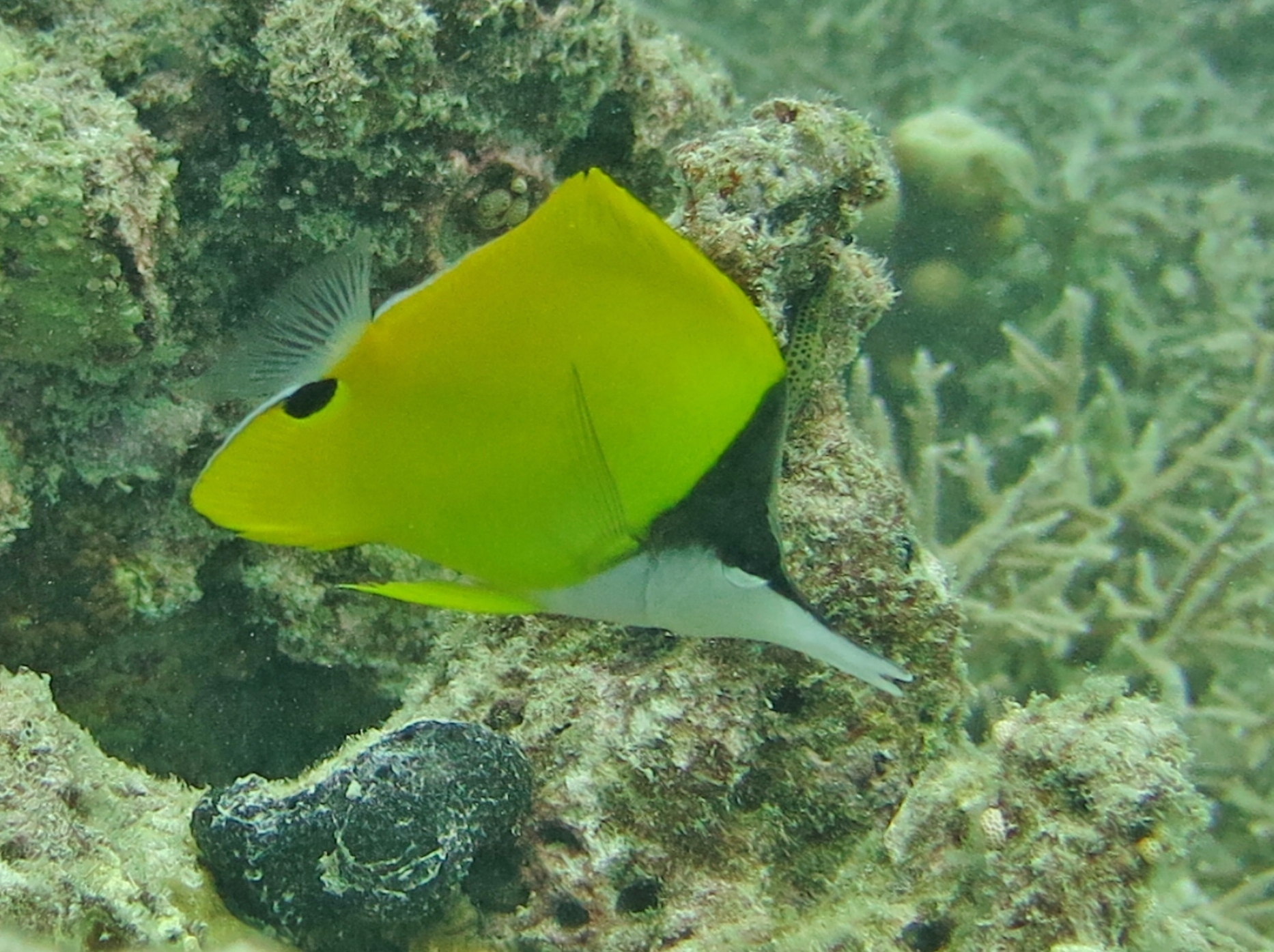
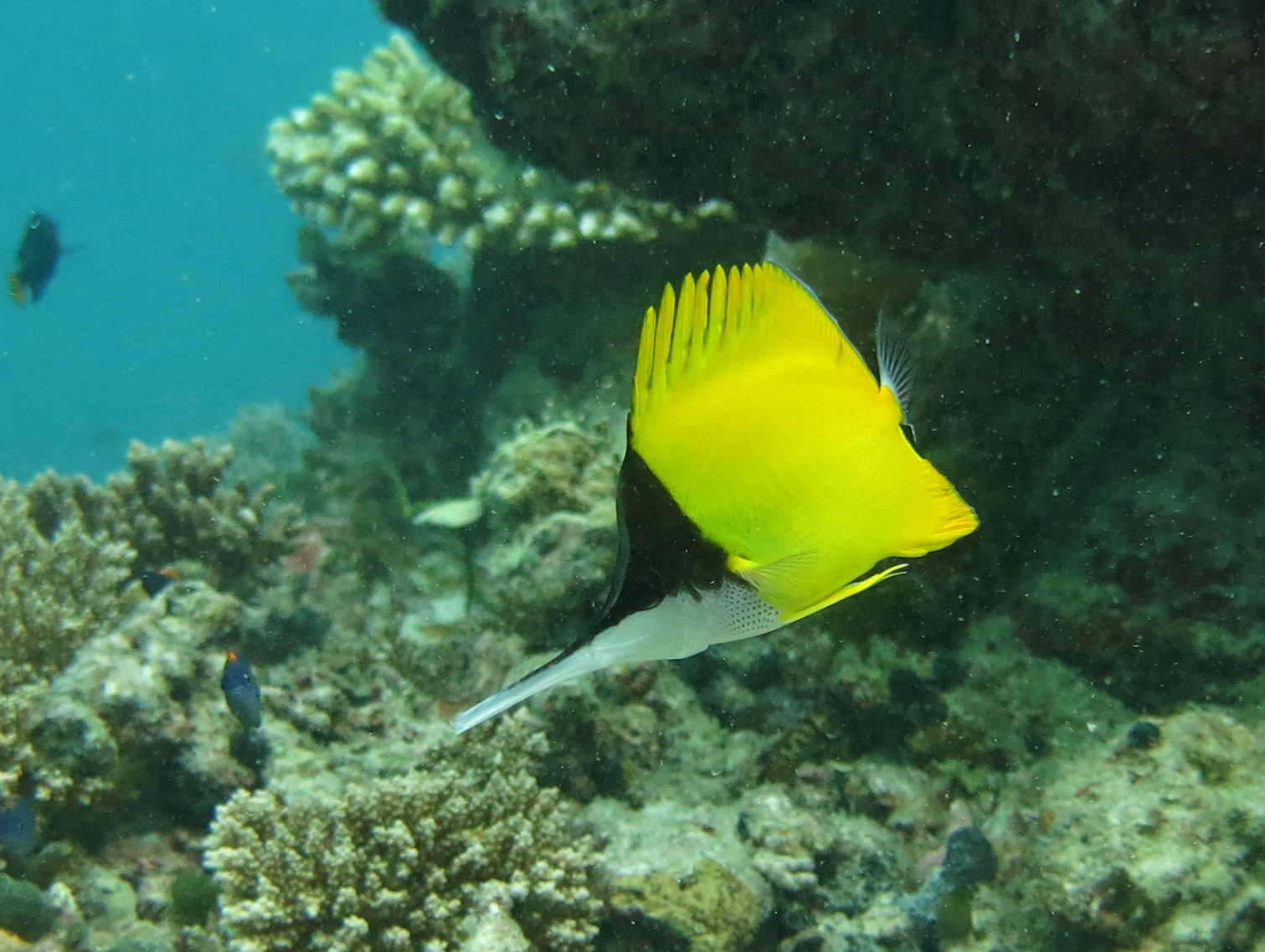